# Sapska biskupija
Biskupija Sapa (lat. Dioecesis Sappensis) je rimokatolička biskupija u Albaniji.
Jedna je od šest biskupija u Albaniji. Nalazi se u blizini Skadarskog jezera, u slivu rijeke Drima. Ime je dobila po gradu Sapi, koji se nalazi na uz rijeku Drim u njenom doku, jugoistočno od Skadarskog jezera. Vjerojatno je bio pogranična utvrda. 
Uspostavio ju je 1062. papa Aleksandar II.
U starije vrijeme, u 11. stoljeću se nalazila u Duklji.
Ima oko 100 tisuća vjernika u 29 župa. Druga je po veličini u Albaniji.
Sjedište biskupije je mjesto Vau-Dejes. U doba prije turske vlasti sjedište je bilo u naselju Nënshat, u kojem se nalazio samostan i sjemenište. 
Dolazak komunista na vlast je bio donio teška vremena za ovu biskupiju. Enver Hoxha je oštro nametao radikalni ateizam, a posebno je na udaru bila katolička crkva. Tako su u ovoj biskupiji sjemenište u Nënshatu Hoxhini komunisti dali zatvoriti 1946., a biskupsku kuriju zatvoriti. Iako su vjernici odbili zahtjev vlasti za rušenjem crkve, režim je zatvorio i opustošio crkvu. Vrhunac progona je bilo okrutno ubojstvo biskupa Gjergja Volaja 1968.
Na čelu ove biskupije se trenutno (listopad 2008.) ne nalazi biskup, nego apostolski administrator msgr. Dodë Gjergji. 
Danas u biskupiji Sapa djeluje 11 ženskih redovničkih zajednica (klauzurne karmelićanke i ost.) i franjevački i kapucinski misionari. 
Biskup u Sapi od 2008. je Lucjan Avgustini, Albanac s Kosova. Od dvjesta tisuća stanovnika u biskupiji 2008., katolika je oko 100.000, 30 župa, svećenika 16, redovnica 6, dvojicu bogoslova i dvojicu pripravnika u Skadru. Nova katedrala bila je posvećena rujna 2008., a naslovnica je blažena Majka Terezija.

### Redovnici u Sapi
Od 29. rujna 2003. u ovoj biskupiji djeluje Karmel klauzurnih karmelićanki, "Karmel sv. Obitelji i sv. Mihaela", kojeg su utemeljile karmelićanke iz Hrvatske iz samostana Brezovice, Kloštar Ivanića i Đakovačke Breznice.